# Scoparia blanchardi
Scoparia blanchardi là một loài bướm đêm trong họ Crambidae.